# Byzantium (gedicht)
Byzantium is een gedicht van William Butler Yeats. Het werd voor het eerst gepubliceerd in The winding stair and other poems in 1933. Het is een vervolg op het gedicht Sailing to Byzantium, dat in 1928 in de bundel The Tower verscheen.